# Zapus
Zapus es un género de roedores de Norteamérica perteneciente a la familia Dipodidae.
Los Zapus son los únicos mamíferos existentes aparte de los aye-aye con un total de 18 dientes.

## Especies
Este género contiene las siguientes especies y subespecies:
- Zapus hudsonius
  - Zapus hudsonius acadicus
  - Zapus hudsonius adamsi
  - Zapus hudsonius alascensis
  - Zapus hudsonius americanus
  - Zapus hudsonius campestris
  - Zapus hudsonius canadensis
  - Zapus hudsonius hudsonius
  - Zapus hudsonius preblei
  - Zapus hudsonius transitionalis
- Zapus princeps
  - Zapus princeps chysogenys
  - Zapus princeps cinereus
  - Zapus princeps curtatus
  - Zapus princeps idahoensis
  - Zapus princeps kootenayensis
  - Zapus princeps minor
  - Zapus princeps oregonus
  - Zapus princeps pacificus
  - Zapus princeps princeps
  - Zapus princeps saltator
  - Zapus princeps utahensis
- Zapus trinotatus
  - Zapus trinotatus eureka
  - Zapus trinotatus montanus
  - Zapus trinotatus orarius
  - Zapus trinotatus trinotatus

También se conocen varias especies de fósiles, siendo Zapus rinkeri la más antigua.